# آلة الخبز
آلة الخبز (بالإنجليزية: Bread machine) هي جهاز كهربائي منزلي لصنع الخبز ، بالإضافة إلى تحضيرات أخرى.

## التاريخ

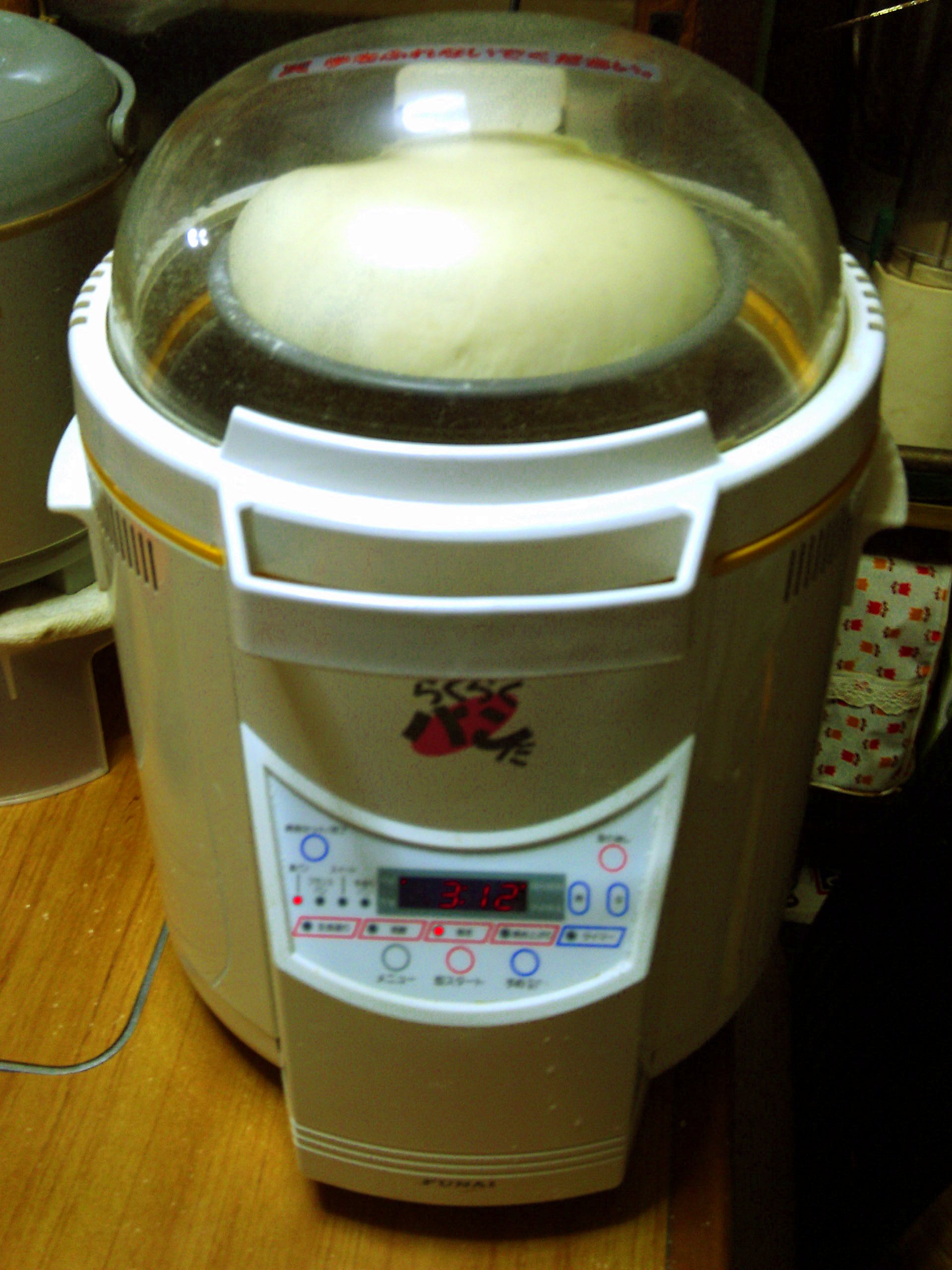
Raku Raku Pan Da the "أول آلة الخبز أوتوكاتيكية في العالم"

على الرغم من أن آلات الخبز للإنتاج الصناعي قد تم تصنيعها منذ فترة طويلة، إلا أن أول إصدار لآلة خبز ذاتية للاستخدام المنزلي تأخر إلى غاية عام 1986 في اليابان للشركة اليابانية ماتسوشيتا Matsushita Electric Industrial Co. (حاليا باناسونيك). تطلب صنع الألة سنة من البحث من مهندس المشروع ومطور البرمجيات إيكوكو تاناكا الذي تدرب مع كبير الخبازين في فندق أوساكا الدولي لتعلم كيفية عجن الخبز على النحو الأمثل.

## الوصف

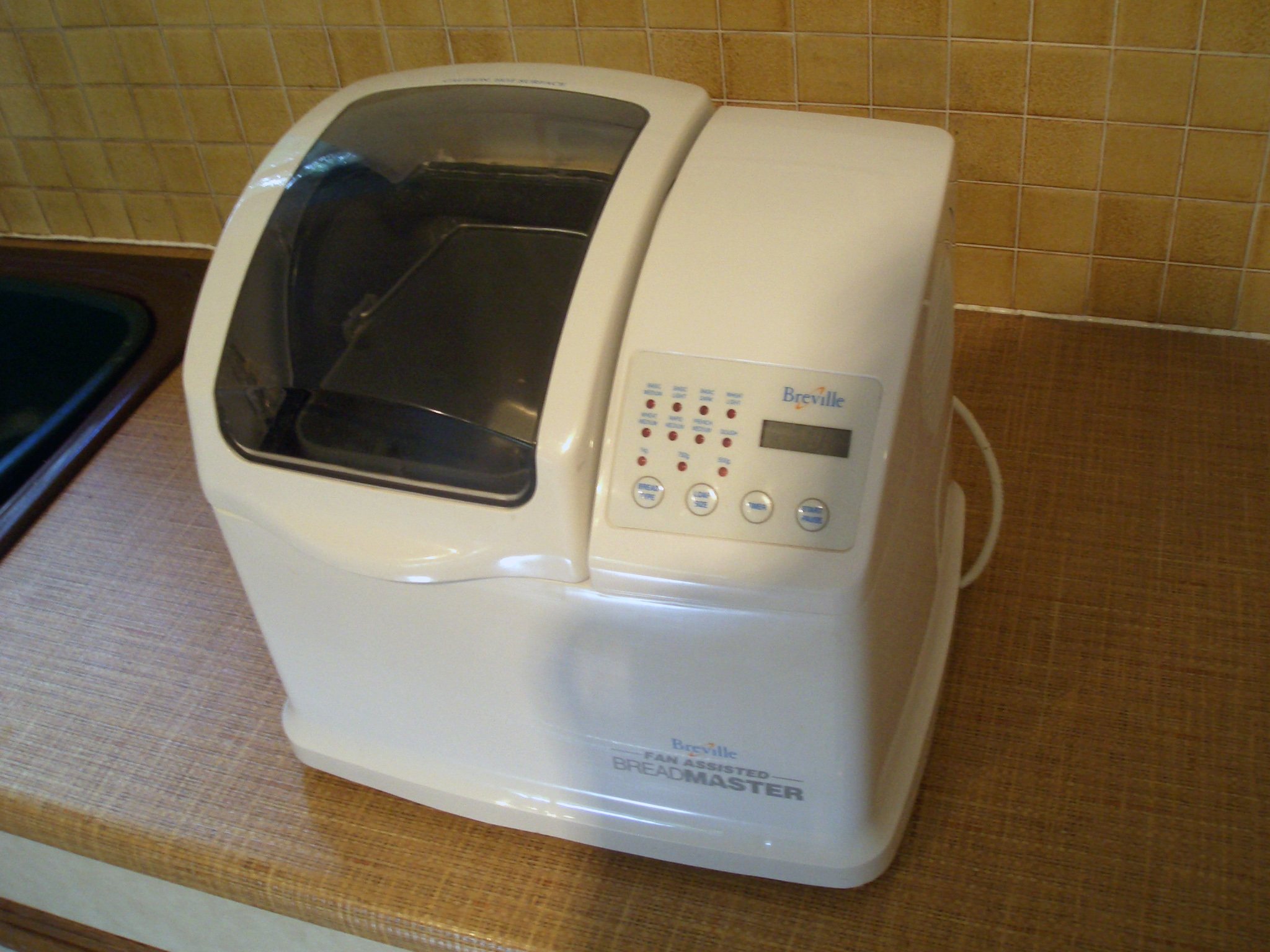
آلة الخبز.

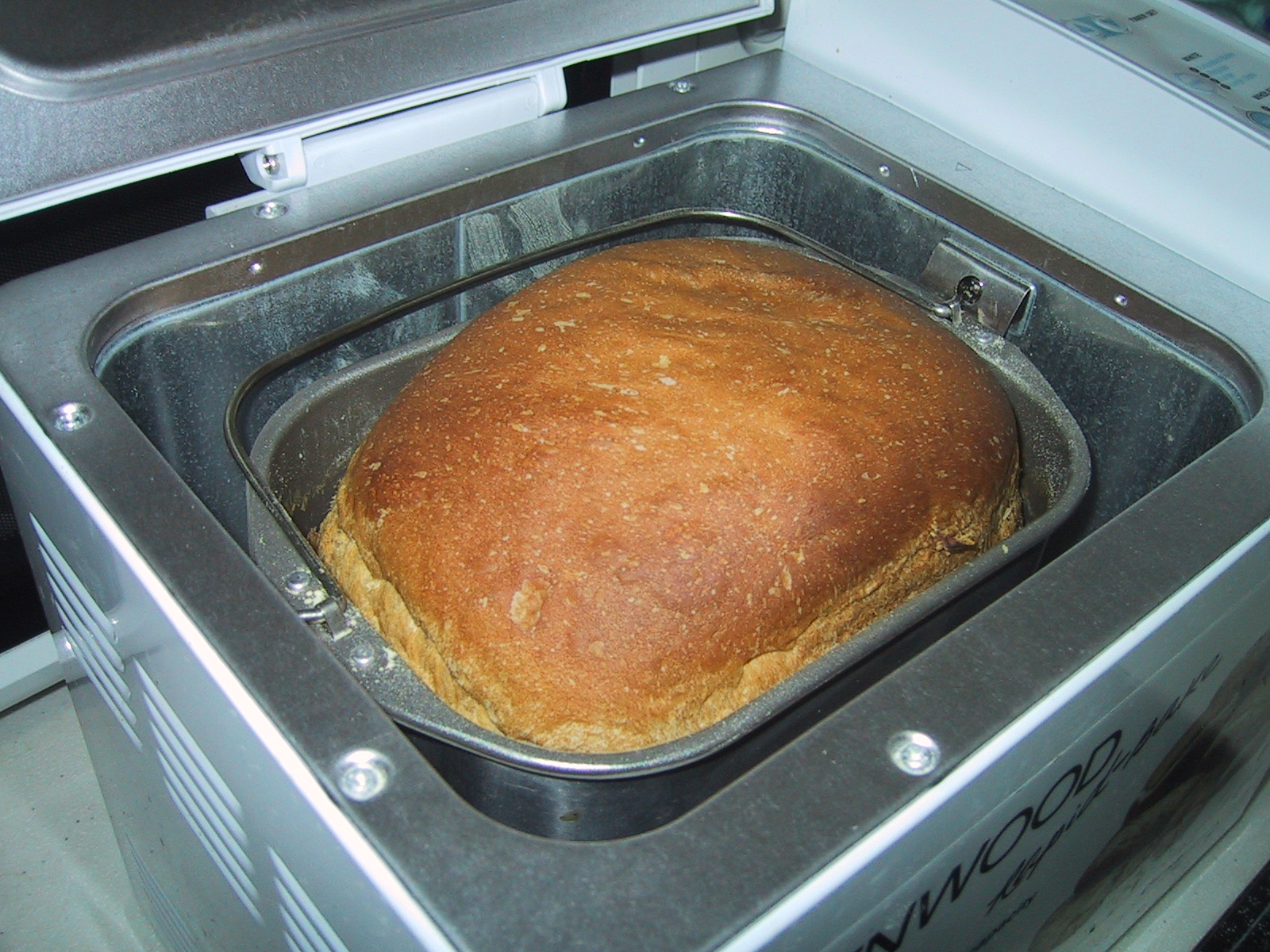
خبز مطهو في آلة الخبز.

يتكون الجهاز من وعاء به مقاومة كهربائية تسمح بطهي الخبز. يوجد في هذا الوعاء قالب معدني مغطى بطبقة مقاومة للالتصاق. هذا القالب، حسب شكله، يحتوي في الأسفل على مروحة أو اثنتين (معدنية) تسمح بخلط المكونات، ثم عجن عجينة الخبز. الوعاء مغلق بغطاء به غالبا نافذة تمكن من التحكم في تقدم برنامج الإعداد.
يمكن لآلات الخبز إعداد قطع من الخبز يتراوح وزنها بين 500 g و 1 350 g . كما تسمح ببرمجة بداية تحضير الخبز (للحصول على خبز ساخن في الصباح) ، بالإضافة إلى خاصية " ابق دافئ »(ترك الخبز في الآلة).
يعجن الجهاز المكونات، ويدير أوقات التوقف اللازمة، ويخبز العجين دون تدخل بشري إضافي. واعتمادًا على البرامج المختلفة، قد تختلف الخطوات.
دائمًا ما يكون الخبز المعد في الآلة متوازيًا السطوح إلى حد ما ، مع ارتفاعات مختلفة تناسب مع وزن الخبز. يحوي الرغيف دائمًا على فجوة واحدة (أو اثنتين) في قاعدته حيث كانت المروحة، لأنها تبقى في وسط العجين، ويجب نزعها بمجرد انتهاء الطهي واخراجه من القالب.

## الاستخدامات
أنواع الخبز التي يمكن تحضيرها بشكل عام :
- الخبز العادي
- الخبز الفرنسي
- خبز البريوش
- خبز سريع / فائق السرعة
- الخبز الكامل
- كعكة / خبز حلو

تسمح بعض البرامج الإضافية باستخدام الجهاز في :
- برنامج العجين (بدون الخبز، لعجينة البيتزا على سبيل المثال)
- برنامج المربى (يتم طهي الطعام أثناء الخلط)
- برنامج الطهي (للعجين المخمر أو الجاهز، أو في حالة انقطاع التيار الكهربائي).

## كتب
- Alexei Zimin, Carmine Scognamiglio, Chris Meredith, Joanne Weir, Johann Lafer, Koji Ueshima, Olivier Bellin et Samuel Blanc, La Machine à pain, Romain Pages Éditions, coll. « Autour du monde avec des chefs (حول العالم مع الطهاة)», قالب:Nb p.
- Alexei Zimin و Carmine Scognamiglio و Chris Meredith و Joanne Weir و Johann Lafer و Koji Ueshima و Olivier Bellin و Samuel Blanc و La Machine à pain ، Romain Pages Éditions ، coll. " Autour du monde avec des chefs (حول العالم مع الطهاة) "، 104 ص.

## روابط خارجية
- وصفات لصنع الخبز، www.machine-a-pain.com .
- " هل من المربح خبز الخبز ؟ » ، Fairemonpain.free.fr .
- " كيف تختار صانع الخبز الخاص بك ؟ » ، Www.comparatif-multicuiseur.com.